# Puchar Rumunii w koszykówce mężczyzn
Puchar Rumunii w koszykówce mężczyzn (rum. Cupa României baschet masculin) – cykliczne krajowe rozgrywki sportowe, prowadzone systemem pucharowym, organizowane corocznie (co sezon) przez Rumuńską Federację Koszykówki dla rumuńskich męskich klubów koszykarskich. Drugie – po mistrzostwach Rumunii – rozgrywki w hierarchii ważności, w rumuńskiej koszykówce.

## Zzycięzcy
| - 1954–1965 – bd - 1966 – Steaua Bukareszt - 1967 – Dinamo Bukareszt - 1968 – Dinamo Bukareszt - 1969 – Dinamo Bukareszt - 1970–1975 – bd - 1976–1979 – bd - 1980 – Dinamo Bukareșzt - 1981 – Steaua Bukareszt - 1982–1994 – bd - 1995 – U Mobitelco Kluż - 1996–2003 – bd - 2004 – CSU Asesoft Ploeszti - 2005 – CSU Asesoft Ploeszti | - 2006 – CSU Asesoft Ploeszti - 2007 – CSU Asesoft Ploeszti - 2008 – CSU Asesoft Ploeszti - 2009 – CSU Asesoft Ploeszti - 2010 – BC Timișoara - 2011 – CS Gaz Metan Mediaș - 2012 – BCM U Pitești - 2013 – CS Gaz Metan Mediaș - 2014 – CS Energia Târgu Jiu - 2015 – BC Timișoara - 2016 – U-BT Kluż-Napoka - 2017 – U-BT Kluż-Napoka (2) - 2018 – U-BT Kluż-Napoka (3) - 2019 – CSU Sybin |

## Finały
(Finały od 2009)
| Sezon | Mistrz           | Wynik | Wicemistrz       | 3. miejscece     | 4. miejsce          | Hala                     | Miasto          | Przyp. |
| ----- | ---------------- | ----- | ---------------- | ---------------- | ------------------- | ------------------------ | --------------- | ------ |
| 2009  | Asesoft Ploeszti | 93–63 | Otopeni          | Energia Rovinari | Municipal Cuadripol | Sporturilor Târgu Jiu    | Târgu Jiu       |        |
| 2010  | Elba Timișoara   | 92–83 | Gaz Metan Mediaș | Asesoft Ploeszti | Otopeni             | Constantin Jude Hall     | Timișoara       |        |
| 2011  | Gaz Metan Mediaș | 71–61 | Steaua Turabo    | Asesoft Ploeszti | Mureș               | Sporturilor Târgu Mureș  | Târgu Mureș     |        |
| 2012  | BCM U Piteşti    | 91–78 | Timișoara        | CSM Oradea       | CSM Bukareszt       | Arena de Baschet         | Bukareszt       | [ 7 ]  |
| 2013  | Gaz Metan Mediaș | 76–62 | U BT Cluj-Napoca | Timișoara        | Asesoft Ploeszti    | Constantin Jude Hall     | Timișoara       | [ 8 ]  |
| 2014  | Energia Rovinari | 58–55 | Oradea           | Asesoft Ploeszti | BCM U Piteşti       | Olimpia Sports Hall      | Ploeszti        | [ 9 ]  |
| 2015  | Timișoara        | 78–73 | Mureș            | BCMU Pitești     | Atlassib Sybin      | Sala Sporturilor Trivale | Pitești         | [ 10 ] |
| 2016  | U BT Kluż-Napoka | 82–75 | Oradea           | Dinamo Bukareszt | Mureș               | Arena Antonio Alexe      | Oradea          | [ 11 ] |
| 2017  | U BT Cluj-Napoca | 79–78 | Mureș            | Oradea           | Steaua Eximbank     | Sala Transylwania        | Sybin           | [ 12 ] |
| 2018  | U BT Kluż-Napoka | 64–61 | Oradea           | Timișoara        | Steaua Eximbank     | Sepsi Arena              | Sfântu Gheorghe |        |
| 2019  | CSU Sybin        | 88–78 | Oradea           |                  |                     | BT Arena                 | Kluż-Napoka     |        |

## Liderzy strzelców finałów
| Rok  | Zawodnik         | Punkty |
| ---- | ---------------- | ------ |
| 2012 | Darko Vujacic    | 26     |
| 2013 | Zoran Krstanović | 16     |
| 2014 | Sean Denison¹    | 18     |
| 2015 | Bogdan Popescu   | 19     |
| 2016 | Filip Adamović   | 24     |
| 2017 | Aleksandar Rašić | 21     |

¹ – zawodnik drużyny pokonanej